# Siran (Cantal)
|  | Per a altres significats, vegeu «Siran (desambiguació)». |

Siran és un municipi francès situat al departament de Cantal i a la regió d'Alvèrnia-Roine-Alps. L'any 2007 tenia 518 habitants.

## Demografia

### Població
El 2007 la població de fet de Siran era de 518 persones. Hi havia 212 famílies de les quals 76 eren unipersonals (44 homes vivint sols i 32 dones vivint soles), 68 parelles sense fills, 60 parelles amb fills i 8 famílies monoparentals amb fills.
La població ha evolucionat segons el següent gràfic:
Habitants censats

### Habitatges
El 2007 hi havia 353 habitatges, 232 eren l'habitatge principal de la família, 88 eren segones residències i 34 estaven desocupats. 326 eren cases i 27 eren apartaments. Dels 232 habitatges principals, 189 estaven ocupats pels seus propietaris, 33 estaven llogats i ocupats pels llogaters i 10 estaven cedits a títol gratuït; 1 tenia una cambra, 9 en tenien dues, 23 en tenien tres, 54 en tenien quatre i 144 en tenien cinc o més. 180 habitatges disposaven pel capbaix d'una plaça de pàrquing. A 102 habitatges hi havia un automòbil i a 96 n'hi havia dos o més.

### Piràmide de població
La piràmide de població per edats i sexe el 2009 era:
| Homes | Edats   | Dones |
| ----- | ------- | ----- |
| 0     | 95 o +  | 0     |
| 4     | 90 a 94 | 8     |
| 16    | 85 a 89 | 24    |
| 4     | 80 a 84 | 12    |
| 20    | 75 a 79 | 12    |
| 24    | 70 a 74 | 20    |
| 32    | 65 a 69 | 28    |
| 12    | 60 a 64 | 12    |
| 16    | 55 a 59 | 8     |
| 20    | 50 a 54 | 20    |
| 16    | 45 a 49 | 20    |
| 4     | 40 a 44 | 8     |
| 16    | 35 a 39 | 12    |
| 24    | 30 a 34 | 16    |
| 24    | 25 a 29 | 24    |
| 4     | 20 a 24 | 8     |
| 0     | 15 a 19 | 4     |
| 4     | 10 a 14 | 12    |
| 8     | 5 a 9   | 20    |
| 24    | 0 a 4   | 4     |

## Economia

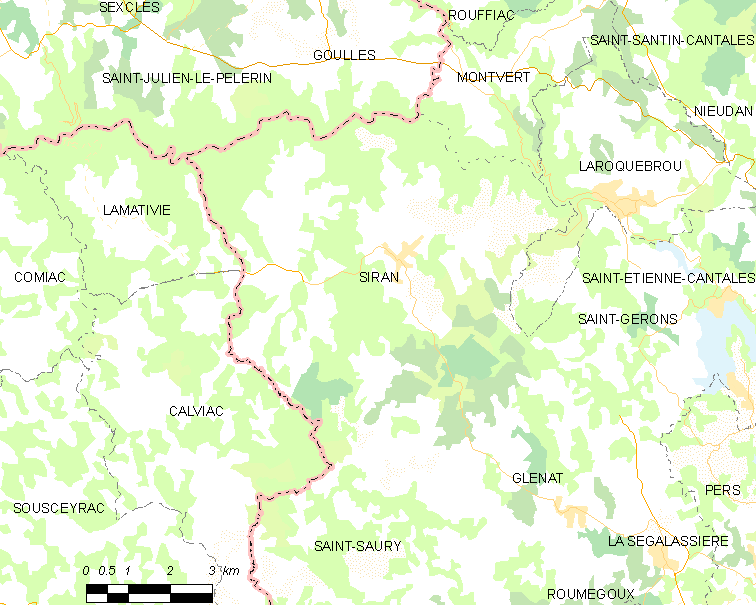
Mapa de la comuna

El 2007 la població en edat de treballar era de 291 persones, 200 eren actives i 91 eren inactives. De les 200 persones actives 192 estaven ocupades (109 homes i 83 dones) i 8 estaven aturades (2 homes i 6 dones). De les 91 persones inactives 49 estaven jubilades, 19 estaven estudiant i 23 estaven classificades com a «altres inactius».

### Ingressos
El 2009 a Siran hi havia 232 unitats fiscals que integraven 521 persones, la mediana anual d'ingressos fiscals per persona era de 12.479 €.

### Activitats econòmiques
Dels 27 establiments que hi havia el 2007, 1 era d'una empresa alimentària, 1 d'una empresa de fabricació de material elèctric, 2 d'empreses de fabricació d'altres productes industrials, 4 d'empreses de construcció, 6 d'empreses de comerç i reparació d'automòbils, 1 d'una empresa de transport, 4 d'empreses d'hostatgeria i restauració, 4 d'empreses de serveis, 1 d'una entitat de l'administració pública i 3 d'empreses classificades com a «altres activitats de serveis».
Dels 9 establiments de servei als particulars que hi havia el 2009, 1 era un guixaire pintor, 1 fusteria, 1 lampisteria, 1 electricista, 2 perruqueries, 2 restaurants i 1 saló de bellesa.
Dels 3 establiments comercials que hi havia el 2009, 2 eren botiges de menys de 120 m² i 1 una fleca.
L'any 2000 a Siran hi havia 59 explotacions agrícoles que ocupaven un total de 2.400 hectàrees.

## Equipaments sanitaris i escolars
El 2009 hi havia una escola elemental.

## Poblacions més properes
El següent diagrama mostra les poblacions més properes.